# Élection présidentielle tchadienne de 2021
L'élection présidentielle tchadienne de 2021 a lieu le 11 avril 2021 afin d'élire le président de la république du Tchad.
Le président sortant Idriss Déby est candidat à un sixième mandat. Dans un contexte de répression des candidatures de l'opposition, Idriss Déby l'emporte dès le premier tour avec près de 80 % des voix.
Simultanément à l'élection, les rebelles du Front pour l'alternance et la concorde au Tchad lancent une offensive au Kanem. Présent au front, Idriss Déby est mortellement blessé et meurt le 20 avril.

## Contexte

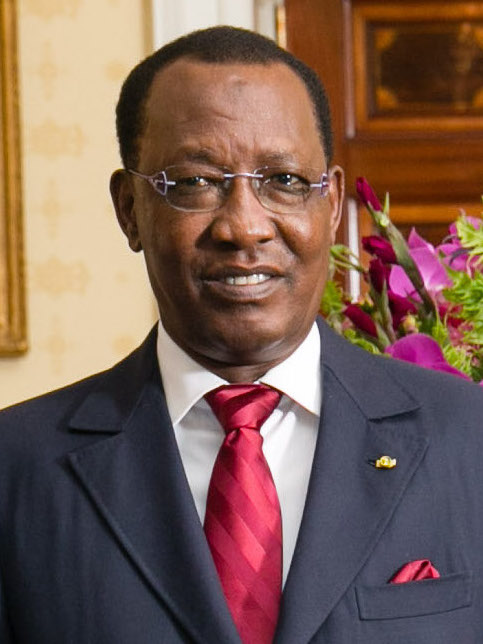
Idriss Déby, président sortant.

Arrivé au pouvoir par la force militaire avant d'être élu président à cinq reprises, Idriss Déby est à la tête du Tchad depuis 1990. Un changement de constitution voté par l'Assemblée nationale met fin en 2018 à l'absence de limite du nombre de mandat présidentiel tout en allongeant sa durée de cinq à six ans. La nouvelle loi fondamentale ne tient cependant pas compte des mandats entamés avant sa promulgation, permettant à Idriss Déby d'être éligible pour deux autres mandats,.
En août 2020, Idriss Déby obtient d'être nommé Maréchal par l'assemblée après une offensive victorieuse en avril contre des djihadistes.
Le scrutin présidentiel est fixé au 11 avril 2021, plusieurs mois avant les élections législatives d'octobre, prorogées depuis cinq ans.

## Système électoral
Le président de la république du Tchad est élu au scrutin uninominal majoritaire à deux tours pour un mandat de six ans renouvelable une seule fois. Est élu le candidat ayant recueilli la majorité absolue des suffrages exprimés au premier tour. À défaut, un second tour est organisé le deuxième dimanche suivant entre les deux candidats arrivés en tête au premier, et celui recueillant le plus de voix est déclaré élu.

## Candidats
Idriss Déby est sans surprise investi candidat par le Mouvement patriotique du salut (MPS) le 6 février 2021.
L'opposition décide trois jours plus tôt de s'unir derrière une candidature unique sous la bannière de l'Alliance victoire (AV), soutenue par les dirigeants de seize des principaux partis de l'opposition dont notamment Saleh Kebzabo et Mahamat Ahmat Alabo. Réunis le 9 février, ils désignent Théophile Bongoro comme candidat unique de l'Alliance Victoire. Le choix de cet homme nouveau et relativement peu connu au détriment du poids lourd de l'opposition Saleh Kebzabo surprend une partie de la classe politique. Âgé de 55 ans, Bongoro est considéré comme un néophyte sur la scène politique tchadienne, n'ayant fondé son parti, le Parti pour le rassemblement et l'équité au Tchad (PRET), qu'en 2018 et n'ayant jamais participé à une élection,,.
L'Alliance victoire subit cependant une défection à peine cinq jours plus tard, l'Union nationale pour la démocratie et le renouveau (UNDR) de Saleh Kebzabo se retirant de la coalition avant de le nommer pour candidat. Candidat malheureux à la présidentielle de 2016, Kebzabo accuse le MPS d'être derrière le choix de Bongoro et annonce vouloir respecter le choix de ses propres militants. Saleh Kebzabo retire néanmoins sa candidature début mars 2021 en dénonçant une « militarisation évidente du climat politique » après l’intrusion des forces de sécurité dans la résidence du candidat Yaya Dillo, jugeant qu'un tel évènement « impacte négativement le processus électoral en cours ».
La Cour suprême publie la liste des candidats retenus pour la présidentielle le 3 mars. Sur dix-sept candidatures déposées, dix sont retenues dont trois ayant déjà annoncés leur retrait. Parmi ces derniers figurent Kebzabo et Bongoro.
La candidature de Félix Nialbé Romadoungar figure notamment parmi celles validées. Président de l'Union pour le renouveau et la démocratie (URD), il est chef de l'opposition au parlement, l'URD étant le parti d'opposition disposant du plus grand nombre de sièges depuis les élections législatives de 2011.
Des forces de sécurité lourdement armées tentent le 28 février 2021 d'arrêter Yaya Dillo Djérou à son domicile à N'Djamena, provoquant une fusillade au cours de laquelle cinq de ses proches sont tués, dont sa mère et son fils, dans ce qui est qualifiée d'« attaque » par Yaya Dillo Djérou. Début mars, il affirme vouloir « saisir la justice internationale » contre le gouvernement d'Idris Déby.

## Résultats
Les résultats définitifs étaient attendus pour le 25 avril.
| Candidats                | Candidats                 | Partis                   | Premier tour | Premier tour |
| Candidats                | Candidats                 | Partis                   | Voix         | %            |
| ------------------------ | ------------------------- | ------------------------ | ------------ | ------------ |
|                          | Idriss Déby               | MPS                      | 3 663 431    | 79,32        |
|                          | Albert Pahimi Padacké     | RND                      | 476 464      | 10,32        |
|                          | Lydie Beassemda           | PDI                      | 145 867      | 3,16         |
|                          | Félix Nialbé Romadoumngar | URD                      | 87 722       | 1,90         |
|                          | Brice Mbaimon             | MPTR                     | 64 540       | 1,40         |
|                          | Baltazar Alladoum         | ASTRE                    | 59 965       | 1,30         |
|                          | Saleh Kebzabo             | UNDR                     | 47 518       | 1,03         |
|                          | Théophile Bongoro         | PRET                     | 34 610       | 0,75         |
|                          | Théophile Yombombé        | RNDT                     | 19 923       | 0,43         |
|                          | Ngarlejy Yorongar         | FAR                      | 18 693       | 0,40         |
|                          |                           |                          |              |              |
| Votes valides            | Votes valides             | Votes valides            | 4 618 733    |              |
| Votes blancs et nuls     |                           |                          |              |              |
| Total                    | Total                     | Total                    |              | 100          |
| Abstention               |                           |                          |              |              |
| Inscrits / participation | Inscrits / participation  | Inscrits / participation | 7 333 479    |              |

## Suites
Idriss Déby est réélu pour un sixième mandat dès le premier tour, avec 79,32 % des voix face à six candidats « sans poids politique », accusés d’être de simples « faire-valoir ». Le président réélu est toutefois tué le 20 avril au cours d'une visite sur le front opposant l'armée tchadienne aux rebelles du Front pour l'alternance et la concorde au Tchad. Un régime militaire de transition est instauré, mené par son fils, le général Mahamat Déby,,.
L'armée annonce le 20 avril même la dissolution de l'Assemblée nationale et du gouvernement, puis décrète la fermeture des frontières et l'instauration d'un couvre feu. Le conseil annonce prendre le pouvoir pour une durée transitoire de dix huit mois, à l'issue de laquelle des élections seront organisées.